# Johannisthals flygfält

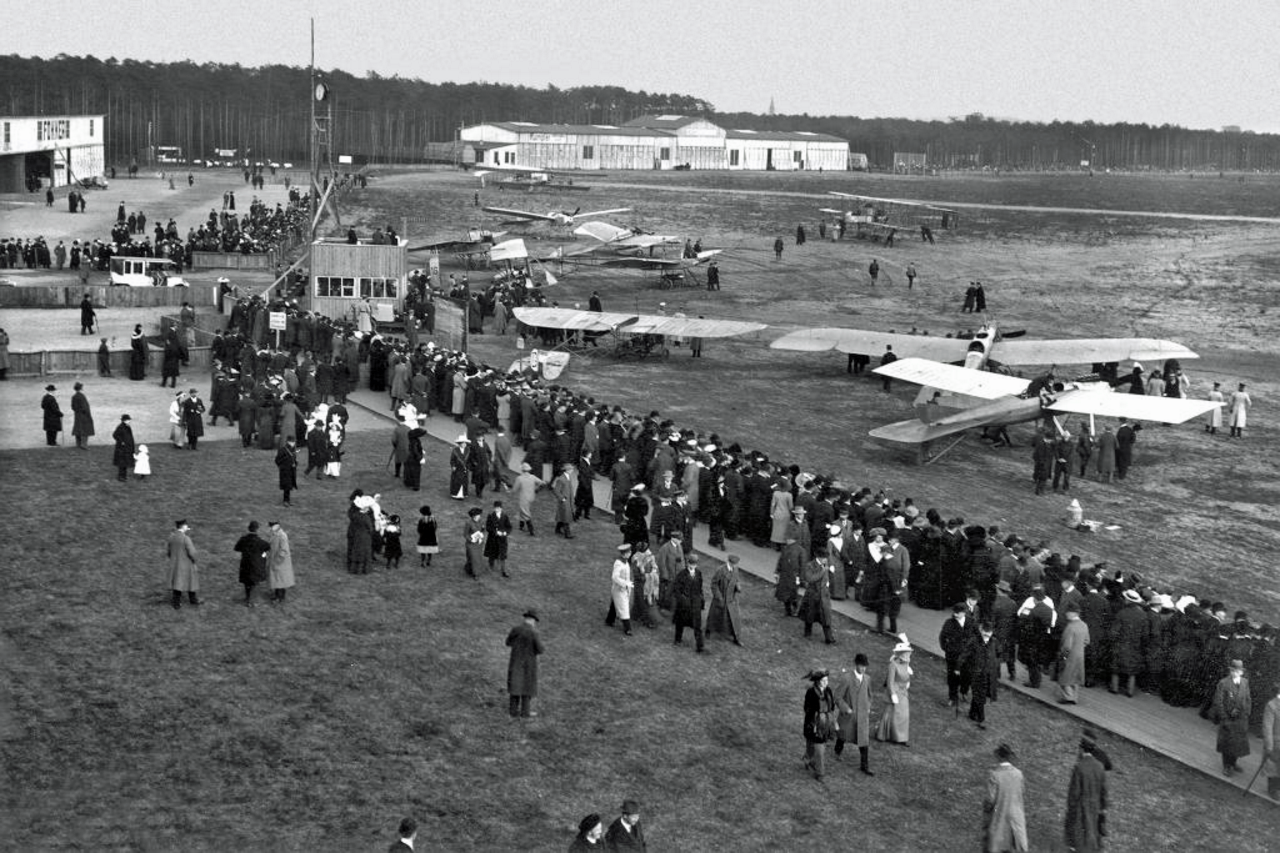
Johannisthals flygfält under 1910-talet.

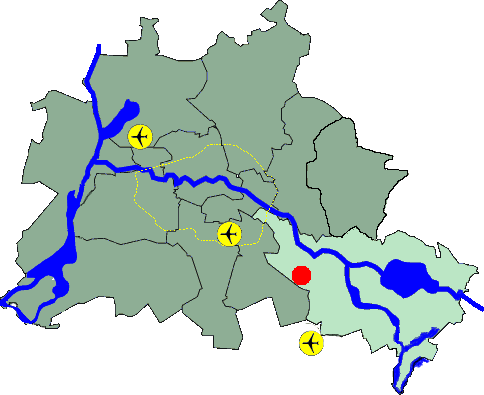
Flygfältets läge i Berlin (röd punkt).

Johannisthals flygfält (tyska: Flugplatz Johannisthal) var ett flygfält mellan stadsdelarna Johannisthal och Adlershof i det dåvarande Bezirk Treptow, nuvarande stadsdelsområdet Treptow-Köpenick i Berlin. Flygfältet, som 1995 officiellt togs ur bruk, var Tysklands första lufthamn för motorflygplan.
Berlin hade redan byggnader för luftskepp på militärflygplatsen i Tempelhof men officerarna motsatte sig flygpionjärernas önskan att även förvara motorflygplan i byggnaderna. Pionjärerna sökte sig därför en hemvist nära Johannisthal och under de första åren var flygväsendet snarare ett experiment än en verksamhet.
Med början av första världskriget fick flygfältet allt mer en militär prägel men den 5 februari 1919 började på flygplatsen Tysklands flygposthistoria. I början skickades två gånger per dag tidningar till parlamentet i Weimar. Efter några månader fick även allmänheten möjlighet att använda flygposten.
1923 öppnade flygplatsen Tempelhof och Johannisthal tappade allt mer i betydelse. Under Tredje riket användes området som försöksanläggning och efter kriget var en sovjetisk flygenhet stationerad på platsen innan den flyttade till Schönefeld. Därefter användes den bara sporadiskt för flyg.
Efter detta användes flygplatsområdet av Östtysklands folkarmé som träningsområde och av DDR:s vetenskapliga akademi. Området räknades då till Adlershof och var inte öppet för allmänheten. Vid en flygshow 1995 omkom den tyske astronauten Reinhard Furrer.
Idag ingår området i en vetenskapspark som bland annat används av Humboldt-Universität zu Berlin.